# Tarikolot (Palasah)
Tarikolot is een bestuurslaag in het regentschap Majalengka van de provincie West-Java, Indonesië. Tarikolot telt 4128 inwoners (volkstelling 2010).